# Acroterio

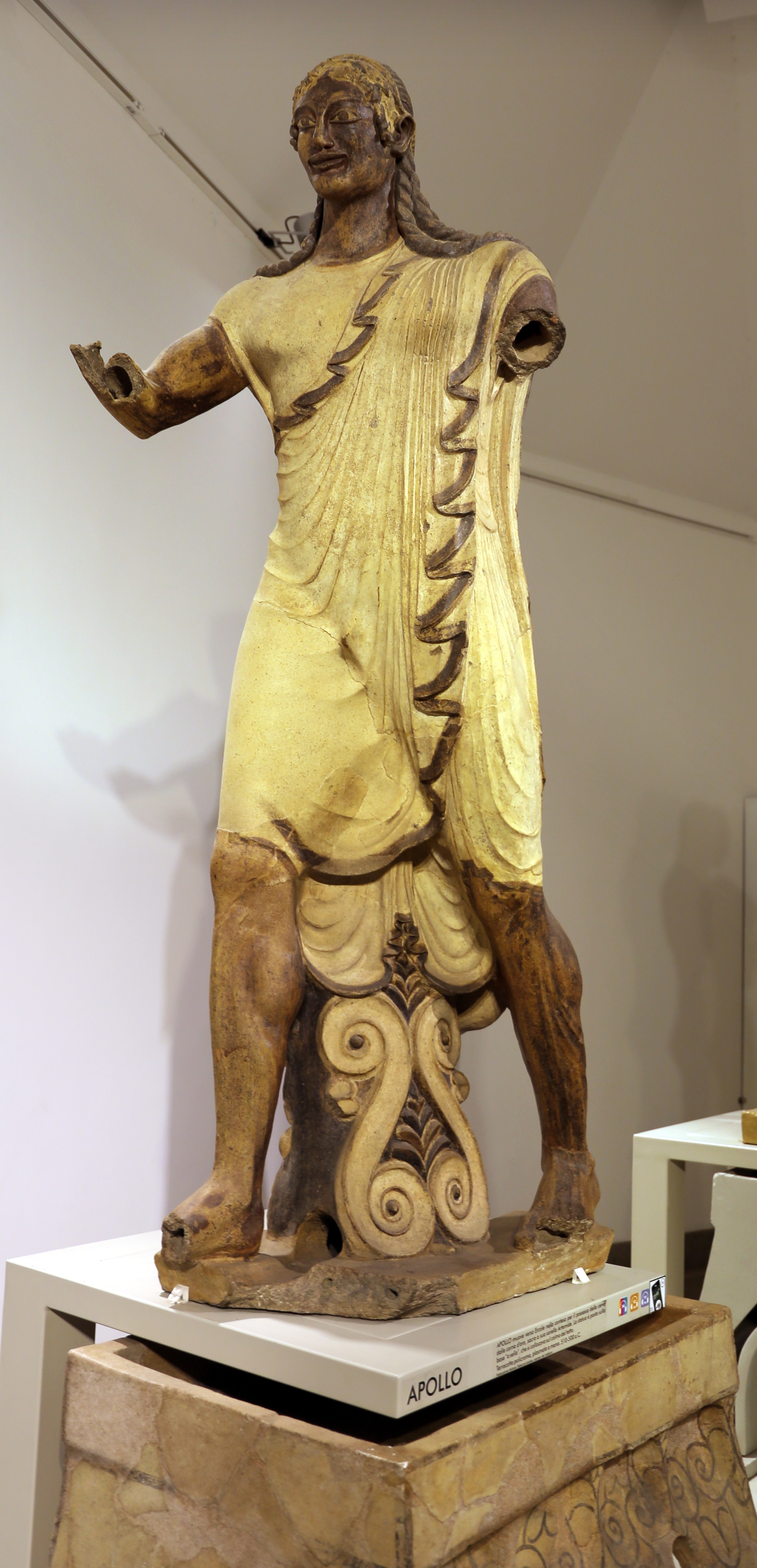
Statua di Apollo; acroterio del santuario di Portonaccio a Veio, esposto al Museo nazionale etrusco di Villa Giulia di Roma

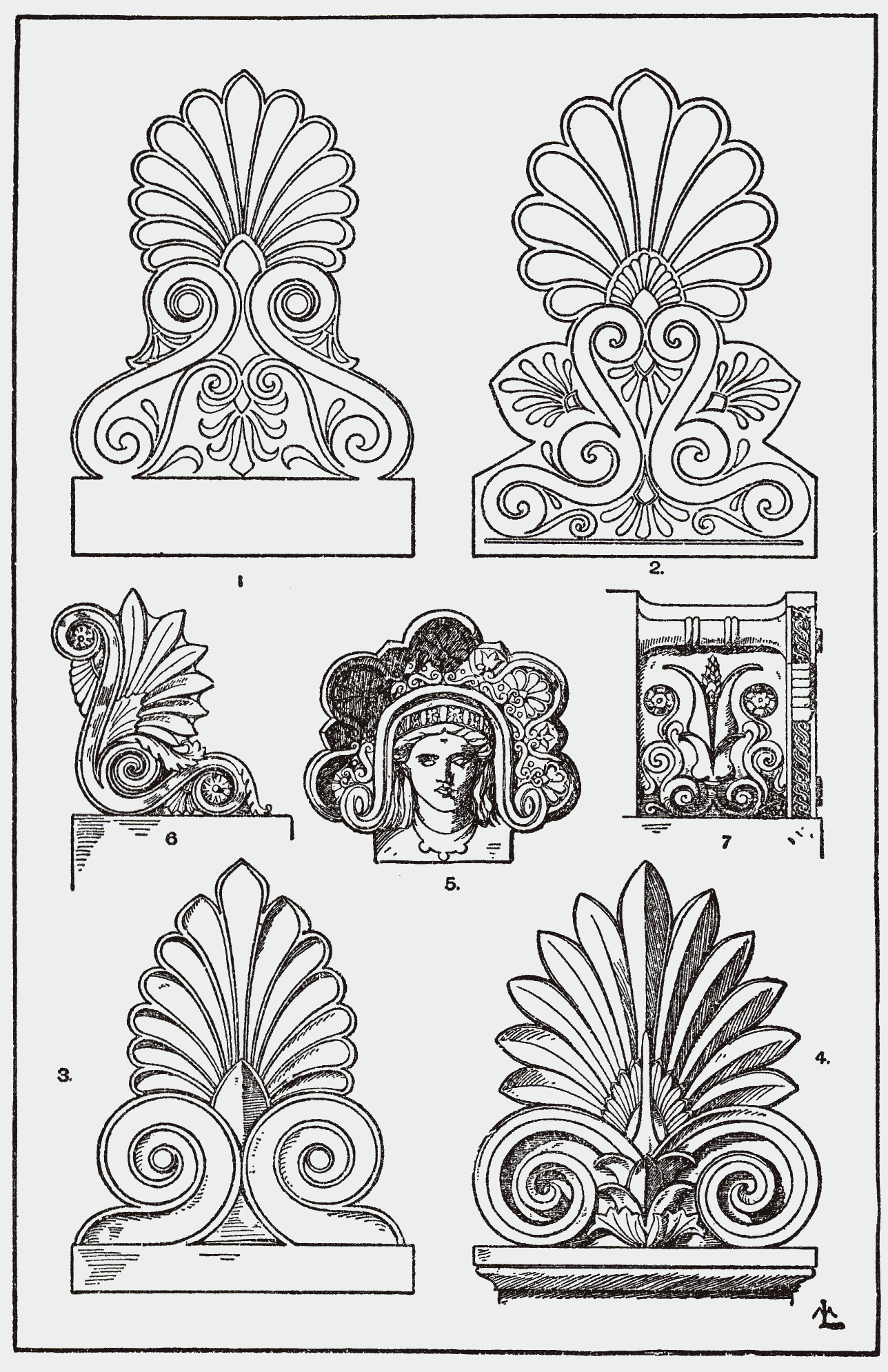
Immagini di acroteri: i nn.1-4 (sopra e sotto) sono acroteri a palmetta e il n.5 (al centro a sinistra) è un acroterio angolare; i nn. 6 e 7 (al centro a destra) si riferiscono invece a un'antefissa

Un acroterio è in senso stretto un plinto al culmine del frontone nei templi, e per estensione indica la decorazione che vi era collocata. Il termine deriva dal greco ἀκρωτήριον (akroterion) e fu utilizzato in latino come acroterium.

## Descrizione
Altri acroteri potevano essere disposti sugli angoli esterni del frontone (acroteria angularia) e sulla linea di colmo del tetto.
In origine era costituito da un elemento piatto in terracotta, che poteva essere dipinto o decorato con varie figure o elementi decorativi. In seguito si svilupparono elementi tridimensionali, che potevano prendere una grande varietà di forme, sia figurate, come le statue acroteriali, o semplicemente decorative (come dischi o palmette). Un esempio celebre di statua acroteriale è l'etrusco Apollo di Veio, in terracotta.
Dall'utilizzo nei templi passò anche, per imitazione della forma del tetto, nei coperchi delle urne funerarie e dei sarcofagi, dove possono essere scolpiti nello stesso blocco del coperchio piccoli acroteri variamente decorati ai quattro angoli.

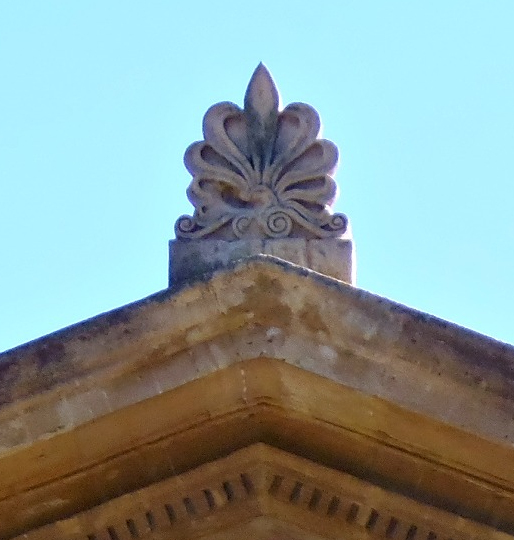
Acroterio sul Ginnasio Panciprio di Nicosia a Cipro